# Stadsbrand van 's-Hertogenbosch (1419)
De eerste grote stadsbrand van 's-Hertogenbosch woedde op 30 april 1419.
De stadsbrand was ontstaan op wat thans het Hinthamereinde is, vermoedelijk in het pand dat de naam De Valk droeg. Het grootste gedeelte van het Hinthamereinde, maar ook de Hinthamerstraat en een gedeelte van de Markt ging in vlammen op. Ook het Groot Ziekengasthuis liep schade op. In totaal zouden 112 mensen het leven verliezen bij deze brand.